# Taibet
Taibet là một đô thị thuộc tỉnh Ouargla, Algérie. Dân số thời điểm năm 2002 là 14.322 người.